# Ledeni greben Larsen
Ledeni greben Larsen, je granični ledeni greben u sjeverozapadnom dijelu Weddellovog mora i Antartike. Ime je dobilo po kapetanu Larsenu, koji je lovio kitove i doplovio u to područje 1893. godine. Podijeljen je u tri dijela:
- Larsen A (najmanji na sjeveru),
- Larsen B i
- Larsen C (najveći na jugu).

Ledeni greben Larsen A se raspao 1995. godine, Larsen B se raspao 2002. godine, dok je Larsen C još uvijek u ravnoteži.
Raspadanje ledenog grebena Larsena, nije uobičajena pojava, jer prije je to mjesto stvaranja ledenih santi. Znanstvenici vjeruju da je to pojava globalnog zatopljenja, jer su mjerenja pokazala povećanje temperature za 0,5 ºC svakih 10 godina, od 1940. godine.
2002. godine se raspao veliki dio ledenog grebena Larsena B, površine 3 250 km2 i debljine oko 220 metara. Taj dio je bio u ravnoteži zadnjih 12 000 godina, za vrijeme cijelog holocena. S druge strane, Larsen A se počeo mijenjati prije oko 4 000 godina. Glaciologe je jako iznenadila brzina raspadanja, sve se dogodilo za 3 tjedna.